# A. Lange & Söhne
A. Lange & Söhne es una prestigiosa marca propiedad de la empresa Lange Uhren GmbH, un fabricante alemán de relojes de lujo. La compañía fue fundada por Ferdinand Adolph Lange en la localidad alemana de Glashütte (reino de Sajonia) en 1845. La empresa original se nacionalizó y dejó de existir en 1948, tras la ocupación de Alemania Oriental por parte de la Unión Soviética después de la Segunda Guerra Mundial. Pero la marca actual se registró nuevamente cuando Walter Lange, bisnieto de Ferdinand Adolph Lange, fundó en 1990 la empresa Lange Uhren GmbH. Entre los primeros clientes y propietarios de relojes de la firma Lange figuraron Guillermo II de Alemania, el sultán del imperio otomano Abdul Hamid II y el zar Alejandro II de Rusia.
Desde el año 2000, Lange Uhren GmbH es una filial de la empresa suiza Richemont. Los relojes de Lange cuentan con el estilo distintivo de Glashütte, un carácter "teutónico" que los diferencia de los diseños suizos. Las familias de modelos de la empresa (año 2020) son Lange 1, Zeitwerk, Saxonia, 1815, Richard Lange y Odysseus.

## Historia

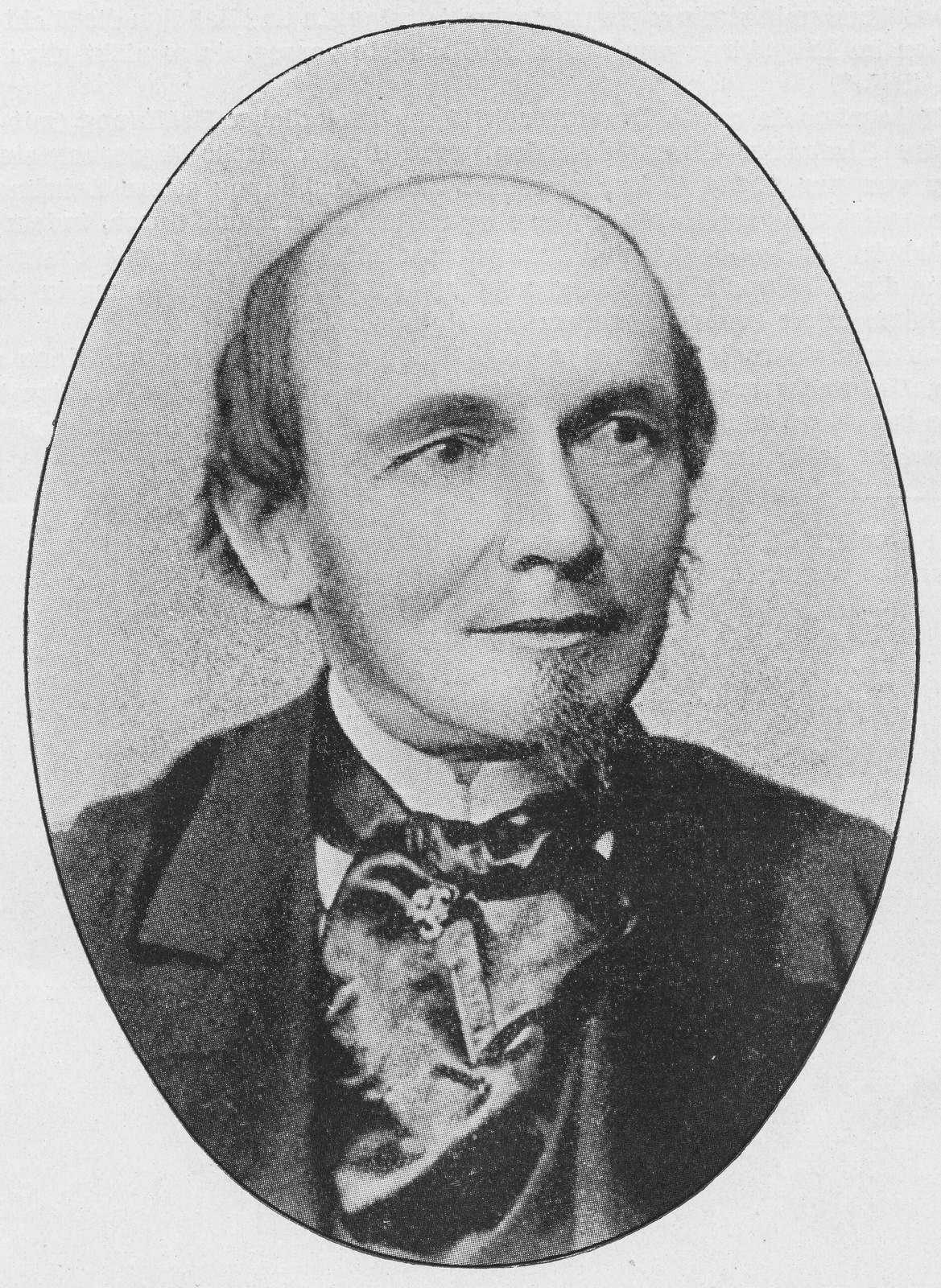
Ferdinand Adolph Lange

### Orígenes
Ferdinand Adolph Lange, hijo de Johann Samuel Lange, nació en Dresde el 25 de febrero de 1815. Cuando sus padres se separaron, fue adoptado por una familia de acogida, que afortunadamente le ofreció la oportunidad de recibir una buena educación. En 1829 ingresó en la Escuela Técnica de Formación de Dresde. Su formación en la escuela se complementaba con tres días de estudios teóricos y los otros tres días se dedicaban a visitar el taller del maestro Johann Christian Friedrich Gutkaes (el fabricante del famoso Reloj de Cinco Minutos de la Semperoper de Dresde), que en ese momento era segundo mecánico en el Salón de Matemáticas y Física, al que había suministrado un reloj astronómico con un péndulo de compensación de mercurio para al servicio de su observatorio.
Tras finalizar su aprendizaje con honores en 1835, trabajó para Gutkaes durante más de dos años. En 1837 inició sus años de oficial, que le llevaron a Francia, Inglaterra y Suiza. En París, pasó cuatro años trabajando como jefe de taller del relojero austríaco Joseph Thaddäus Winnerl (inventor del cronógrafo de fracciones de segundo). Las conferencias impartidas por el físico y director del Observatorio de París, Dominique François Arago, ampliaron sus conocimientos de astronomía. Después de Francia, viajó a Suiza y Gran Bretaña para mejorar aún más sus conocimientos y habilidades con relojeros de renombre. Sin embargo, la intención de Lange era establecer una industria relojera en Sajonia. Regresó a Dresde en 1841 y se convirtió en socio del negocio de su maestro.
Rápidamente se dedicó a construir relojes complicados para poner en práctica lo aprendido durante sus años de estancia fuera de Alemania. Su principal ambición era la industrialización de la zona y su independencia, como propuso en una carta que envió al ministro de gobierno Von Lindenau y al consejero Weissenbach. Con el propósito de fundar una fábrica de relojes en Sajonia, pidió a una comisión del gobierno que le otorgara una licencia comercial en la región económicamente menos favorecida de Erzgebirge (montes Metálicos), en la localidad de Glashütte. En la carta mencionaba lo siguiente:

Si el consejo superior puede y quiere conceder los medios necesarios para la creación de una institución y el bienestar de 10 a 15 jóvenes, y confiarme su dirección, estoy seguro de que en un futuro próximo, la subsistencia y la prosperidad se extenderán entre un gran número de estas desafortunadas personas.

El 7 de diciembre de 1845 fundó la empresa A. Lange & Cie, que más tarde se convertiría en A. Lange & Söhne de Glashütte. Lange no solo fundó una fábrica de relojes que llevaría su nombre, sino que también legó su visión a toda una industria. Empezó con un equipo de 15 aprendices, a los que enseñó los conceptos básicos de la relojería. Más adelante, cuando dominaron a fondo el oficio, los animó a crear sus propias pequeñas empresas proveedoras. Así, formó una serie de empresas de relojería relacionadas entre sí que proporcionaron a la región un nuevo medio de vida.
Cuando Lange viajó por Francia observó que los relojeros franceses todavía utilizaban el sistema duodecimal con la línea como unidad de longitud, en lugar del nuevo sistema métrico. En consecuencia, realizó cálculos detallados para cada tamaño de rueda dentada individual. Al regresar de sus viajes, comenzó a utilizar el sistema métrico en la relojería en lugar del sistema tradicional. Poco después, construyó su primer micrómetro en Dresde a partir de los planos de su libro de viajes. Podía medir milímetros hasta la milésima. Junto con un sistema de medición, inventó varias herramientas, como el torno manual, las reglas de cálculo y los calibres Dixieme.

### Ascenso a la fama
En 1868, el hijo mayor de Ferdinand A. Lange, Richard, entró en la empresa y el nombre de la misma cambió a "A. Lange & Söhne".
Tuvo siete hijos y también asumió responsabilidades políticas en su ciudad natal, ejerciendo como alcalde de Glashütte durante un periodo de 18 años. Tras retirarse de este cargo, se le concedió la ciudadanía honoraria. Además, los ciudadanos de Glashütte crearon la Fundación Lange, que proporcionaba pensiones a los relojeros locales. Murió en 1875.
Cuando Emil y Richard Lange se incorporaron a la empresa, el nombre de A. Lange & Söhne ya estaba creciendo y la empresa necesitaba nuevas instalaciones. En 1873, la compañía se trasladó a la Stammhaus, edificio que hoy en día se utiliza como sede de la empresa. El nuevo edificio le dio a Lange padre la oportunidad de hacer realidad su idea, un reloj con un péndulo de casi 10 metros, el más largo del mundo. Emil y Richard Lange se complementaban. Mientras que Emil se interesaba por los negocios, Richard Lange siguió el camino de su padre. Impulsó las invenciones y patentes de su padre, como el repetidor de cuartos y el cronógrafo. Algunas de sus patentes notables incluyen un indicador de reserva de marcha arriba/abajo (patente nº 9349), restricciones de cronómetro mejoradas, reloj de bolsillo con contador de minutos y adición de berilio para mejorar la característica de velocidad del resorte de volante.
Emil Lange fue galardonado con la cruz de Caballero de la Legión de Honor francesa por sus servicios como jurado en la feria mundial de París y la presentación del Jahrhunderttourbillon (tourbillon del siglo). Este reloj se subastó en 1990 y alcanzó un precio de 1.500.000 marcos. Además, Emil Lange recibió el título honorífico de Kommerzienrat (consejero comercial) por parte del rey Federico Augusto III de Sajonia por su éxito como hombre de negocios. En 1898, el emperador alemán Guillermo II encargó a A. Lange & Söhne la fabricación de un reloj de bolsillo que sería presentado al sultán Abdul Hamid II durante una visita oficial al Imperio Otomano. El reloj pertenece a la colección del Palacio de Topkapi.
A principios del siglo XX se produjo un cambio en la moda. Los relojes planos para hombres estaban aumentando la demanda. A. Lange & Söhne ideó un nuevo diseño y lo registró en 1898 como reloj de bolsillo calibre Glashütte. Sin embargo, a principios de siglo, en 1904, se fundó la Glashütte Präzisons-Uhrenfabrik Akt. Ges. y luego en 1906 surgió Nomos-Uhr-Gesellschaft. Ambas empresas ofrecían relojes hechos a máquina o movimientos importados de Suiza y montados en Glashütte. Por el contrario, A. Lange & Söhne seguía ofreciendo relojes hechos a mano y operaba con altos costos.

### Primera y Segunda Guerra Mundial

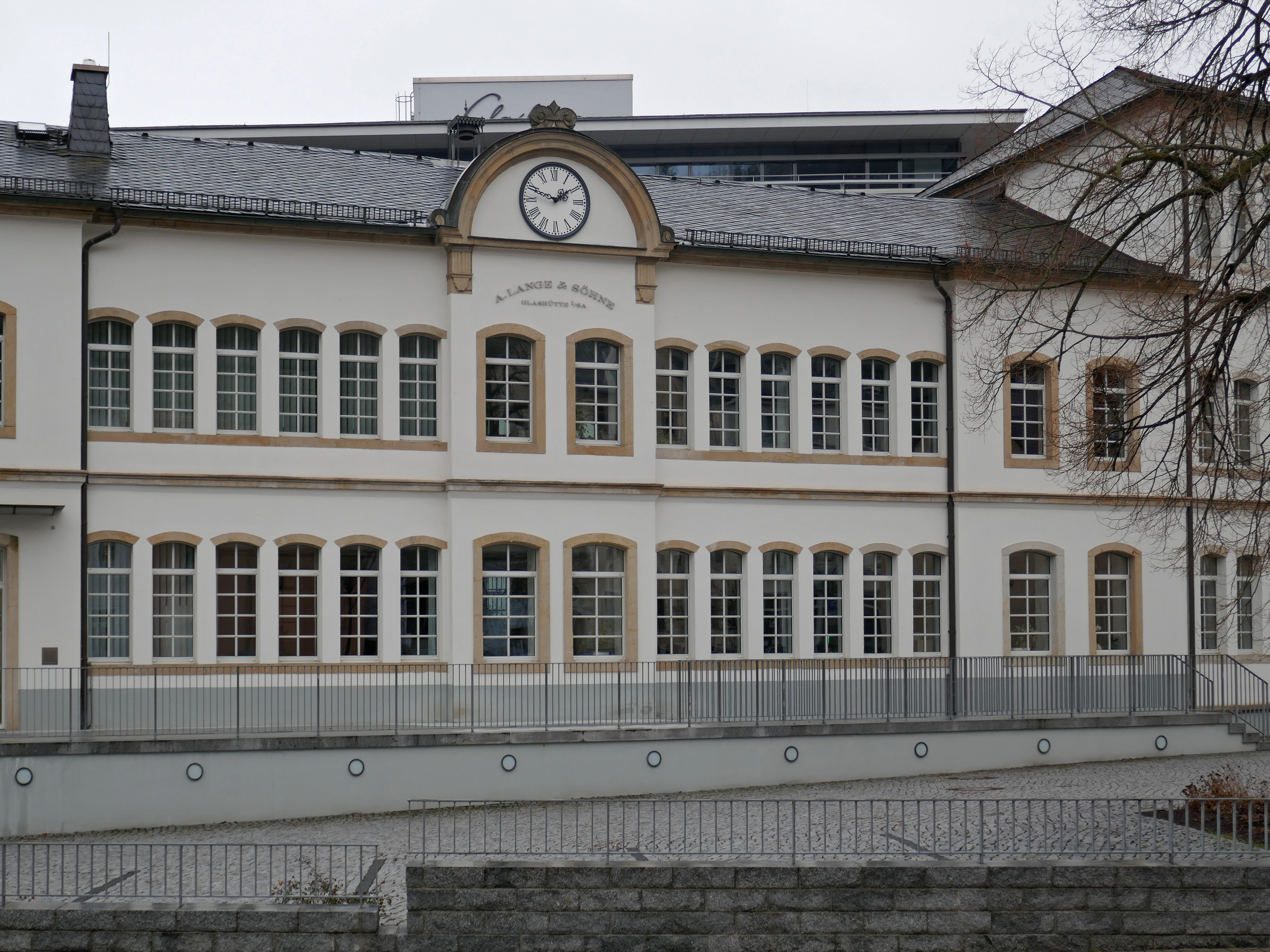
Sede de la compañía en Glashütte

Debido al estallido de la Primera Guerra Mundial, la demanda de los relojes de oro cayó drásticamente. Muchas empresas tuvieron que despedir a la mayor parte de su plantilla. Al mismo tiempo, Alemania cerró sus fronteras a los relojes y movimientos suizos, obligando a las empresas dependientes de Suiza a abandonar la producción. Poco después de la guerra, los relojeros alemanes fundaron la Deutsche Präzisions-Uhrenfabrik Glashütte in Sachsen GmbH (fábrica alemana de relojes de precisión de Glashütte en Sajonia), conocida por su acrónimo DPUG. La idea era pasar a la producción en masa utilizando maquinaria de última tecnología. Emil Lange decidió no proseguri al frente de esta iniciativa, y en 1919 se jubiló y dejó la empresa a sus tres hijos: Otto, Rudolf y Gerhard Lange.
Para contrarrestar la producción barata de DPUG, Otto Lange lanzó una nueva marca OLIW (Original Lange Internationales Werk) y diseñó un movimiento de 43 mm de diámetro, patentado en Alemania bajo el diseño registrado n.º 748 972. Se necesitaron años para completar el diseño del reloj propio de la marca OLIW, y la producción en serie no comenzó hasta finales de la década de 1920. Entre 1921 y 1923, la hiperinflación en la República de Weimar desencadenó una ola de quiebras corporativas. Los precios se descontrolaron, y por ejemplo, una barra de pan que costaba 250 marcos en enero de 1923, había subido a 200.000 millones de marcos en noviembre de 1923. En A. Lange & Söhne, las ventas de OLIW se mantuvieron por debajo de las expectativas. En la industria relojera de Glashütte, la mayor parte de la fuerza laboral fue despedida durante las décadas de 1920 y 1930. Walter Lange describió la situación de la siguiente manera:

Nací en la era de Weimar; luego vino la crisis de 1929 y el gran desempleo. Todavía puedo verlo hoy; "Fue un trauma de mi infancia, cuando miré por la ventana de la sala de estar y vi a todos los hombres desempleados haciendo fila, esperando al otro lado de la calle. Nunca olvidaré esa visión".

El desarrollo militar de Alemania en la década de 1930 trajo de vuelta la demanda de relojes de precisión a Glashütte. Desde la segunda mitad de los años treinta hasta finales de la Segunda Guerra Mundial, A. Lange & Söhne fue uno de los cinco fabricantes de relojes (los otros fueron Stowa, Laco, Wempe e IWC) que construyeron los relojes conocidos como B-Uhren para la fuerza aérea alemana (Luftwaffe). B-Uhren es una abreviatura de Beobachtungsuhren, literalmente "relojes de observación". La producción militar total ascendió a unos 13.500 relojes de precisión, equipados con calibre 48 (segundero pequeño) y calibre 48.1 (segundero de barrido) con un diámetro de movimiento de 48 mm.
A. Lange & Söhne, así como otros fabricantes de relojes de Glashütte, utilizaron mano de obra esclava para construir cronómetros, temporizadores y espoletas. Durante esta época, Glashütte tenía más prisioneros que residentes, la mayoría mujeres de otros países europeos.
El 8 de mayo de 1945, el último día de la guerra, la sede central de Lange y el edificio principal de producción fueron destruidos casi por completo en un ataque aéreo soviético. Las empresas de relojes de Glashütte fueron nacionalizadas en 1948. En ese momento, Lange estaba trabajando en un nuevo movimiento: el Calibre 28, un formato de reloj de pulsera del calibre 48. Entró en producción en 1949 como el último movimiento desarrollado por A. Lange & Söhne. Los relojes de este período llevaban la firma "Lange VEB" (Volkseigener Betrieb, empresa pública). Cuando las empresas de relojes incautadas se fusionaron en 1951 para formar la VEB Glashütter Uhrenbetriebe, el nombre de Lange desapareció de las esferas.

### Desarrollo posterior
El 7 de diciembre de 1990, tras la reunificación alemana, Walter Lange y Günter Blümlein, un ejecutivo de la industria relojera, restauraron la empresa como "Lange Uhren GmbH", con la ayuda de varios fabricantes de relojes suizos, incluidos IWC y Jaeger-LeCoultre. Se restableció exactamente 145 años después de que el bisabuelo de Walter, Ferdinand Adolph Lange, fundara la empresa original. La nueva empresa volvió a registrar "A. Lange & Söhne" como marca comercial y tuvo de nuevo su sede en Glashütte. Presentó su primera gama de relojes de pulsera en 1994.
Desde el año 2000, A. Lange & Söhne ha sido miembro del grupo Richemont y solo fabrica alrededor de cinco mil relojes al año. Walter Lange murió en 2017, a los 92 años de edad.

## Pronunciación y ortografía
A. Lange & Söhne se pronuncia Archivo de audio "aː ˈlaŋə ʊnt ˈzøːnə" no encontrado. Cuando no es posible escribir el acento diacrítico de la "ö", se transcribe como el dígrafo por convención alemana ("Soehne"), pero a menudo como "Sohne" a nivel internacional (aunque eso implicaría una pronunciación diferente en alemán).

## Lema y eslogan
Uno de los eslóganes de la empresa A. Lange & Söhne es "Tradición de vanguardia". Además, un lema personal notable de Walter Lange es "Nunca quedarse quieto".

## Fabricación de relojes

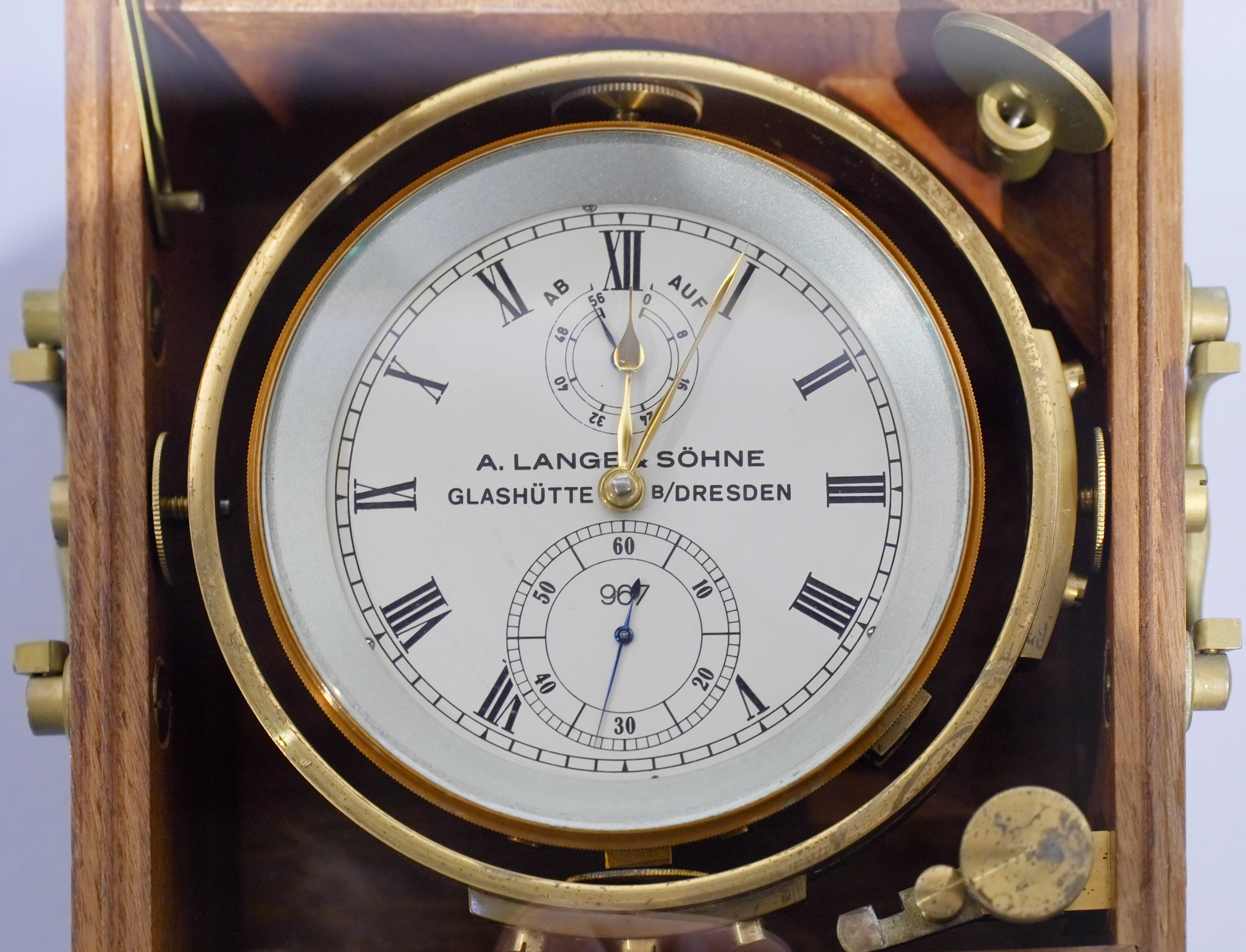
Cronómetro marino de A. Lange & Söhne

Todos los relojes de A. Lange & Söhne contienen calibres mecánicos en lugar de osciladores de cuarzo y, con la excepción de unos pocos relojes de edición especial y del modelo Odysseus, las cajas están hechas de oro amarillo, oro rojo, oro blanco o platino. Los movimientos de Lange son desarrollados, producidos y ensamblados por la propia empresa.Además de los relojes que solo indican la hora, tanto de cuerda manual como automáticos, Lange es conocida por sus relojes que incluyen complicaciones, como cronómetro o calendario perpetuo.

### Diseño y acabado
La filosofía de diseño de A. Lange & Söhne se estableció en 1990 (cuando se restableció la empresa) y se nutre de su tradición. Sus relojes a menudo se describen como más "austeros" o "teutónicos" en apariencia que los relojes producidos por firmas suizas comparables. El diseño de la caja y la esfera es sencillo y sólido. Los elementos de diseño recurrentes son la fecha de gran tamaño, inspirada en el reloj escénico de la Semperoper de Dresde, las cajas de oro macizo o platino, la forma de las asas soldadas, las esferas de plata maciza galvanizada y la tipografía personalizada basada en la fuente Engravers de 1899.
La firma emplea el acabado a mano de todas sus piezas, desde el Saxonia básico hasta el Grand Complication. El puente del volante grabado a mano es la característica propia de la marca, que utiliza distintas decoraciones diferentes. Las técnicas de acabado más frecuentes son el biselado, el granulado circular, el rectificado de contornos, el grabado, el pulido en espejo, el acabado lineal, el perlado, el acanalado Glashütte, el acabado con efecto de rayos de sol y el pulido negro.

### Movimientos
El diseño y la decoración de los movimientos de Lange tienen un aspecto distintivo de Glashütte, evitando las características típicamente suizas. Los movimientos están hechos de un metal conocido como plata alemana, a diferencia del latón chapado que se utiliza normalmente para los movimientos suizos. Requiere un cuidado y una atención adicionales por parte del relojero. Un movimiento en falso conlleva el riesgo de manchar y empañar el material.
Cada movimiento de reloj está diseñado y fabricado íntegramente en la empresa. Desde 1994, la marca ha desarrollado 63 movimientos diferentes, que en muchos casos presentan construcciones y avances patentados. La marca es especialmente conocida por sus mecanismos para cronógrafos. Según el director de desarrollo de productos de Lange, Anthony de Haas, se necesitan de cuatro a cinco años para desarrollar un reloj con un nuevo calibre.
Los números de los movimientos se nombran en función de sus años de desarrollo. Por ejemplo, el L043.1 (Zeitwerk) indica que el trabajo en este movimiento Lange (L) en particular comenzó en 2004 (04), que es el tercer proyecto de ese año (3) y que es la primera versión de este calibre (.1). Los prototipos se someten a rigurosos controles antes de llegar a la producción en serie, como pruebas de sacudida, una prueba de martilleo (que simula una caída desde una altura de un metro sobre un suelo de madera), una prueba de pulsadores (durante la que cada pulsador se presiona 50.000 veces) y una cámara climática, donde los relojes se exponen a temperaturas de entre menos 20 grados y 80 grados.

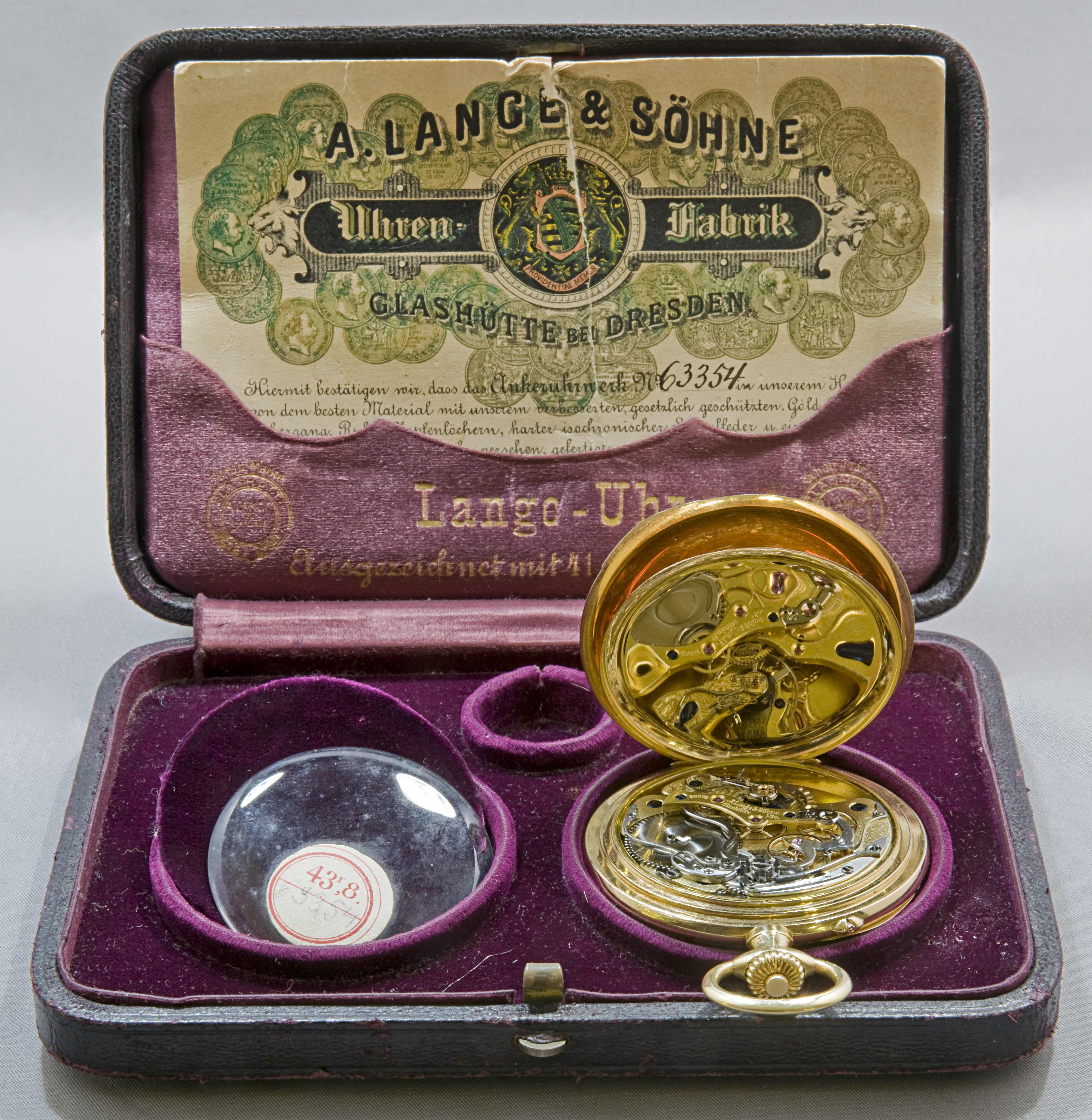
Reloj de Bolsillo A. Lange & Söhne (n.º 63354)

### Invenciones y patentes notables
- 1864, Platina estable de tres cuartos. En 1864, Ferdinand Adolph Lange introdujo la platina de tres cuartos en sus relojes de bolsillo. Sustituyó a los numerosos puentes separados que hasta entonces sujetaban los ejes del tren de ruedas. Si bien esto requiere más tiempo y esfuerzo durante la fase de montaje, mejora claramente la estabilidad del movimiento. Solo la base del volante con el sistema de oscilación quedó expuesto, ubicado debajo de un puente.[30]
- 1867, Segundero saltante. En 1867, Lange desarrolló un mecanismo de segundos saltante para un reloj de bolsillo, que sus hijos Richard y Emil adaptaron ligeramente y solicitaron una patente diez años después.[64] Otras patentes incluyen un mecanismo de cuerda y ajuste de agujas sin llave,[17] un sistema para la extracción del barrilete del resorte motor,[30] un escape de fuerza constante, un cronógrafo, una espiral de aluminio y un repetidor de cuartos.[17]
- 1902, Gran Complicación n.º 42500. La Gran Complicación se fabricó en 1902 como pieza única.[65] Se vendió a Heinrich Schäfer de Viena por el precio de 5600 marcos, que en ese momento era el equivalente a una villa en Dresde.[30] El reloj está formado por 833 piezas individuales y presenta las siguientes complicaciones: mecanismo de sonería con sonería grande y pequeña (grande et petite sonnerie), repetición de minutos, cronógrafo rattrapante con contador de minutos, calendario perpetuo con fase lunar, segundero volante (seconde foudroyante) y otras. En 2001, el reloj regresó a Glashütte durante una visita de fabricación de unos clientes que lo dejaron en manos del taller de restauración para que lo repararan. Se necesitó un equipo de cinco expertos y casi siete años para renovar el reloj para dejarlo como estaba en 1902. En 2010, la pieza restaurada se expuso por primera vez en el Salon International de la Haute Horlogerie (SIHH). El reloj se encuentra ahora en préstamo permanente en el Mathematisch-Physikalischer Salon (Gabinete Real de Instrumentos Matemáticos y Físicos) de Dresde.[66]
- 1931, Patente de espiral de Richard Lange. La introducción de la espiral de elinvar fue revolucionaria porque eliminaba los efectos de la temperatura sobre la elasticidad del resorte.[67] Después de que Emil Lange introdujera la espiral de níquel y acero en Alemania, se despertó su interés por el aspecto metalúrgico de la relojería.[68] Fue el primero en darse cuenta de que añadir berilio al níquel y al acero reducía la sensibilidad de las espirales a las fluctuaciones de temperatura y a los campos magnéticos por un lado, al tiempo que mejoraba su elasticidad y dureza en comparación con los resortes de aleación elinvar. Su solicitud de patente "Aleaciones metálicas para resortes de reloj" en Alemania fue concedida en 1931.[69] Su invención creó la base de las espirales de Nivarox que se han seguido utilizando posteriormente.[70]
- 1997, Mecanismo de puesta a cero. En 1997, A. Lange & Söhne presentó un avanzado y elaborado movimiento automático: el calibre Sax-0-Mat, que cuenta con un mecanismo de puesta a cero integrado que detiene el volante cuando se tira de la corona y mueve instantáneamente el segundero a la posición cero, de forma muy similar a un cronógrafo.[71]
- 2005, Mecanismo de desacoplamiento. Con esta invención, los cronógrafos de fracciones de segundo de Lange (Double Split y Triple Split) se pueden activar sin provocar una disminución de la amplitud. El mecanismo evita la pérdida por fricción que se produce en las soluciones convencionales al separar la conexión entrelazada entre las agujas rattrapantes y las agujas del cronógrafo en el eje central de la esfera y en el eje del contador de minutos cuando se acciona el botón del movimiento rattrapante.[72]
- 2008, Parada de segundos para tourbillon. A. Lange & Söhne es la única marca que ha encontrado una forma de detener el volante oscilante dentro de la jaula giratoria del tourbillon para permitir un ajuste preciso de la hora en los relojes dotados de esta complicación. Al tirar de la corona se activa un complejo conjunto de palancas que hace pivotar un resorte móvil en forma de V en el aro del volante, que lo detiene instantáneamente. Cuando se presiona la corona, se libera el "freno" y el volante comienza a oscilar de nuevo al instante.[73]
- 2018, Cronógrafo de triple parada parcial. En enero de 2018, Lange presentó el cronógrafo de "triple parada parcial", un avance con respecto al cronógrafo de "doble parada parcial" de Lange presentado en 2004.[74][75][76] El nuevo cronógrafo puede comparar los tiempos de dos eventos simultáneos, de hasta doce horas de duración y con una precisión de un sexto de segundo.[74][77] Al ser el primer cronógrafo mecánico de fracciones de segundo del mundo que permite comparar varias horas, el cronógrafo de "triple parada parcial" presenta una precisión de un sexto de segundo. Además de las medidas de tiempo relativas, el reloj también cuenta con el mecanismo aislador patentado para preservar la amplitud del movimiento del volante mientras el cronógrafo está en funcionamiento para garantizar la precisión en todo momento.[78][79]

## Modelos notables

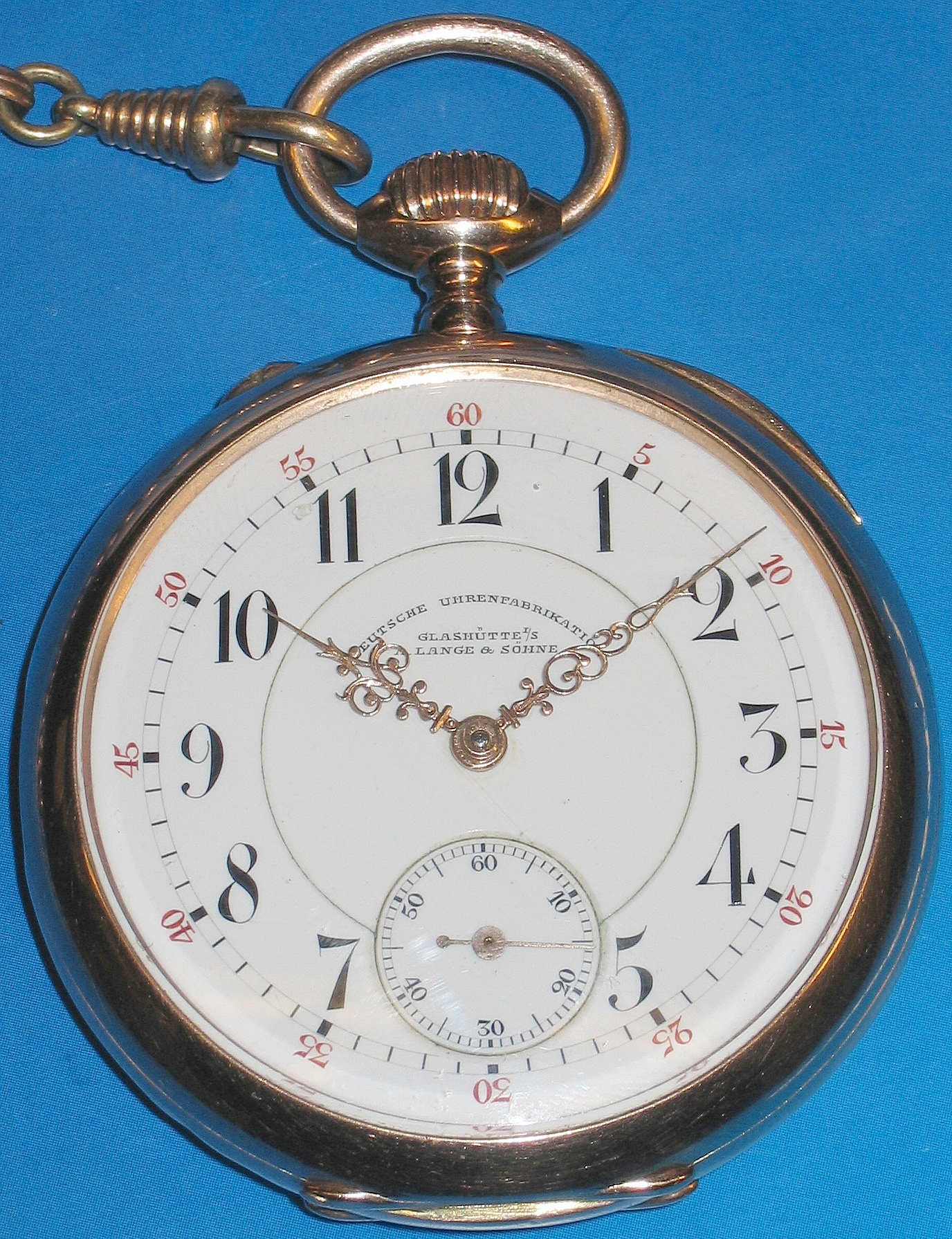
Reloj de bolsillo de A. Lange & Söhne

### Piezas más caras
- El 12 de noviembre de 2007, un reloj de bolsillo A. Lange & Söhne de oro rosa de 18 quilates (nº 46177) fabricado en 1904, fue subastado por Christie's por alrededor de 0,95 millones de dólares estadounidenses.[80] Contiene complicaciones como repetidor de minutos, calendario perpetuo, cronógrafo con parada parcial y otras.
- El 12 de mayo de 2018, un reloj de A. Lange & Söhne de 1815 "Homage to Walter Lange" único, fabricado en acero inoxidable, se vendió por 852.525 dólares en la subasta de la sala Phillips de Ginebra.[81][82] Este es uno de los récords de subasta para relojes Lange.[81] Las ganancias se destinaron a Children Action, una organización suiza de ayuda a los niños.[83] El modelo de reloj se presentó en 2018 para rendir homenaje al difunto Walter Lange. Se limitó a 263 piezas en total en los siguientes metales: oro rosa (145), oro blanco (90), oro amarillo (27) y acero. Cabe destacar que fue el primer modelo 1815 que incluyó un segundero rattrapante, una complicación ideada por primera vez por el propio fundador.[84]
- En 2013, Lange presentó el modelo "Grand Complication", que incluye múltiples complicaciones, entre ellas un mecanismo de sonería con sonería grande y pequeña (grande et petite sonnerie), un repetidor de minutos, un cronógrafo con parada parcial y contador de minutos, y un calendario perpetuo con fase lunar y segundero volante (seconde foudroyante). En el momento de su lanzamiento, la pieza era el reloj de pulsera más complicado jamás fabricado en Alemania. El precio de venta al público del reloj era de 2,6 millones de dólares, y solo se han producido seis ejemplares. Un maestro relojero tardó aproximadamente un año en ensamblar el mecanismo.[85][86][87]

### 1815
En general, los Lange 1815 son una familia de relojes de pulsera que rinde homenaje al legado de Ferdinand Adolph Lange, que nació en el año 1815 y fundó la empresa en 1845. La familia Lange 1815 consta de modelos de relojes con complicaciones como cronógrafo, calendario anual, tourbillon, calendario perpetuo y otras. Se inspiran en los en los relojes de bolsillo Lange clásicos mediante el uso de elementos tradicionales como la pista de minutos del ferrocarril, números arábigos y marcadores en los intervalos de 15 minutos. Además, un par de modelos notables del Lange 1815 incluyen el "1815 'Homage to Walter Lange'", de producción limitada a solo 263 piezas, y el "1815 Rattrapante Perpetual Calendar in Platinum", ganador del premio Grande Complication y del premio del público en el Gran Premio de Relojería de Ginebra.

### Zeitwerk
Presentado en 2009, el Zeitwerk es el primer reloj mecánico que muestra la hora de izquierda a derecha de manera digital. Sus diseñadores obviaron el diseño tradicional, excepto los principios mecánicos, para crear un mecanismo patentado que accionaba tres discos de horas y minutos que cambiaban con precisión. En noviembre de 2009, recibió el premio "Aigulle d'Or" en el Grand Prix d'Horlogerie de Genève. Alentados por el éxito, el reloj se convirtió en una familia propia. La gama Zeitwerk incluye varios relojes con complicaciones llamativas, así como un modelo con una pantalla de fecha en forma de anillo.

### Lange 1
El Lange 1 es uno de los primeros modelos de relojes introducidos después de que la marca A. Lange & Söhne se restableciera en la década de 1990. Se trata de una familia de relojes que cuenta con un diseño de esfera asimétrico y descentrado único, así como con una pantalla de fecha de gran tamaño. En concreto, el modelo Lange 1 presenta un diseño asimétrico sin superposición entre sus indicadores clave: una esfera que muestra las horas y los minutos, una esfera subsidiaria más pequeña que muestra los segundos, una ventana de fecha de doble tamaño y un indicador de reserva de marcha. Se considera a menudo como uno de los diseños de relojes más emblemáticos y ha ganado 45 premios desde 1995.
En el Salón Internacional de la Alta Relojería (SIHH) 2012 celebrado en Ginebra, A. Lange & Söhne presentó nuevos relojes, incluida una versión del clásico Lange 1, incluido el Lange 1 tourbillon con calendario perpetuo, con dos grandes complicaciones y un nuevo tipo de anillo de meses saltantes instantáneos. La empresa también lanzó un Grand Lange 1 rediseñado. Además, había un huso horario luminoso Lange 1 en oro coloreado. Con el paso de los años, el Lange 1 ha evolucionado hasta convertirse en una familia de relojes compuesta por 15 modelos, con varios diámetros de caja y en versiones de cuerda manual o automática. La gama se ha enriquecido con funciones adicionales, como indicadores de las fases lunares diseñados para mantener su precisión durante 122,6 años, un segundo huso horario o una combinación con tourbillon y calendario perpetuo (Lange 1 Perpetual Calendar Tourbillon). En 2019, la marca celebró el 25º aniversario del Lange 1 con una serie de relojes de edición limitada.

## Propietarios notables

### Atletas
- Michael Jordan, jugador de baloncesto estadounidense[112]

### Celebridades
- Brad Pitt, actor estadounidense[113]
- Ed Sheeran, cantante inglés[114]

### Políticos
- Vladímir Putin, presidente de Rusia[115][116]
- Bill Clinton, 42º presidente de los Estados Unidos[117]

### Personas de la realeza
- Alejandro II, zar de Rusia[12]
- Abdul Hamid II, 34.º sultán (emperador) del imperio otomano.[7] El reloj de bolsillo fue encargado por el emperador Guillermo II de Alemania como regalo al sultán Abdul Hamid II durante la gira oficial del emperador alemán por el Imperio Otomano.